# 옥황상제
옥황상제(玉皇上帝, 영어: Jade Emperor), 옥황(玉皇), 상제(上帝, 중세 한국어: 상뎨), 옥제(玉帝), 옥황대제(玉皇大帝), 천황(天皇)은 도교의 가장 높은 남신이자 신간(神間) 족이며, 무에서는 옥황천존(玉皇天尊)이라 하여 전통적인 하늘의 신간(神間) 족으로 섬긴다. 옛날 중국 사람들은 삼원(三垣)의 하나인 자미궁(紫微宮)이 옥황상제가 사는 궁궐이라 여겼다.

## 유래
중국에 옥황상제가 처음 등장한 것은 원시천존이 최고신이던 남북조 시대 초기 5세기 무렵으로, 송(宋)나라 진종(眞宗, 968~1022)이 다스리던 시대에 본격적으로 알려지기 시작했다. 당시 진종은 옥황상제의 열렬한 신자였고, 신하는 물론 백성들까지 옥황상제를 최고신으로 숭배하여 섬기기를 강요하였다. 이로써 오늘날에도 중국에서 전파된 도교의 도사는 원시천존을, 서민은 옥황상제를 최고신으로 믿게 되었다고 한다.
한편 중국인의 가정에서는 조왕신(竈王神)이라는 부뚜막신을 모시는 풍습이 있다. 한국에도 전래되어 조왕신이 그 집에 사는 식구들의 생활을 자세히 관찰해서 연말에 개인별로 상세한 보고서를 만들어 상급신에게 제출한다고 믿고 있다. 그 보고서를 최종적으로 받아보는 신은 물론 옥황상제이다. 옥황상제는 보고서를 보고 평가하여 개개인의 행위에 선행이 많으면 이듬해에 행운을 주고, 악행이 많으면 벌을 내린다. 이렇게 선악에 따라 공과를 따지는 것을 도교에서는 '공과격(功過格)'이라고 부르고 있다.

## 종교
중국 도교에서 신앙으로 믿고 있는 옥황상제를 타이완이나 동남아시아의 화교들은 물론 한국이나 일본에서도 옥황상제에 대한 강한 신앙심을 갖고 있는 단체가 있다. 이를테면 중국 사람들은 제사가 있으면 현관에서 응접실로 들어가는 입구에 매달은 난로와 천공로(天公爐)에 반드시 절을 하는 관습이 있다. 천공로가 옥황상제를 상징하는 존재이기 때문이다. 중국에서는 옥황상제 탄신일로 알려진 음력 1월 9일이 되면 전국 각지에서 천공묘(天公廟, 옥황상제를 모시는 사당)에 참배를 하고, 각 가정에서는 응접실에 등좌(燈座)라고 불리는, 종이에 신의 모습을 그린 대롱 모양의 물건을 장식한다.
한국에서는 증산교, 대순진리회를 비롯 무당들이 옥황상제에게 제를 올려 섬기고 있다. 중국의 도교에서는 옥황상제가 처음부터 신이었던 것이 아니라 인간으로서 선행을 거듭 쌓은 결과 천상계의 왕으로 군림하게 되었다고 믿고 있다. 인간의 몸에서 태어난 신이라는 얘기다. 불교처럼 높은 경지에 진입하면 부처가 될 수 있다는 믿음처럼 누구나 신이 될 수 있는 가능성에 대한 믿음이 도교에서는 존재하고 있는 것이다. 실제로 도교에는 이러한 기대를 뒷받침해주는 교리가 있다.
도교 경전에서는 선행을 한 번씩 쌓을 때마다 마음이 안정되고, 선행을 열 번 행하면 기력이 왕성해진다고 하였고 최고의 경지인 신선이 되는 길도 일러놓았는데, 3백 번 선(善)을 쌓으면 지선(地仙, 하급 신선), 1천 2백 번 선을 쌓으면 천선(天仙, 상급 신선)이 된다고 기록되어 있다.
옥황상제가 되기 위해서는 1만 번의 선을 행하면 된다고 하고 선행은 부모에게 효도하고 조상을 공양하며, 모든 것에 자비심을 가지고 자기 희생을 하면 되므로 그다지 어려운 일은 아니라고 한다. 그러나 단 한 번의 악행(살생, 음란, 거짓말, 음주 등)만으로 그때까지 쌓아온 모든 선행이 물거품이 되기에 일반 사람들이 신이 되기란 극히 어려운 일이다. 쉬운 것같으면서도 어려운 관문이 바로 여기에 있다.
하지만 특별히 난해한 경전을 이해하는 것도, 인간의 체력으로 감당하기 힘든 수행을 요구하는 것도 아니므로 평범한 사람도 시작하기는 쉬울 수 있다. 이것이 중국의 도교에서 옥황상제가 인기를 누리고 있는 비결인 것이다.

## 중국과 한국의 차이
중국에서는 사실 옥황상제는 중국의 4대 기서(奇書) 중 하나인 『서유기(西遊記)』에 옥황상제가 등장하고 중국이나 한국에서 소설에도 흔히 표현되며 도참사상으로 한때 혹세무민하는 존재로 인식하기도 하였다. 진수(陳壽, 233∼297)의 삼국지(三國志)에도 나오듯이 한나라 때 황건적(태평도)의 두목인 장각이란 사람이 주술과 도술로써 허황된 행위를 벌여 백성들을 따르게 해, 그가 죽은 후에 그의 제자들이 스승이 죽어 신선이 됐다고 퍼뜨린 데서 연유가 됐다는 황건적의 난에서 보듯이 전제 왕권이 몰락하는 정권 말기에 봉기한 황건적의 난, 황소의 난, 태평천국의 난 등 도가(道家)사상의 폐해가 많았다.
한국에서는 삼신할머니, 칠성신, 하느님, 천주, 미륵불, 옥황상제 같은 신성한 존재들이 자연, 천지의 섭리, 도(道) 같은 근원적 같은 존재라는 믿음이 존재하지만 현실을 중시하는 중국인들은 복을 불러올 수 있는 일이라면 하느님이든 부처님이든 옥황상제든 가리지 않는다고 한다. 즉, 중국인들의 너무나 강한 현세중심적 사고는 하늘에 살던 신마저 지상으로, 인간 쪽으로 끌어내렸다는 것이다. 상제는 기독교적인 유일한 실체로서의 신이 아니라, 만물 가운데 최선의 상태에 있는 존재라는 것이다.

## 한국에서 발생한 새로운 종교에서의 옥황상제
한편 1919년 무극대도(정읍태인)를 거쳐 1948년에 생겨난 태극도(太極道;부산감천)에서는 강증산이란 구천상제와 옥황상제가 신앙의 대상인데 2009년은 도기(道紀) 100주년과 태극도 창도(創道) 61주년을 맞는 해라고 알려지면서 무극주(강증산, 1871~1909) 구천상제와 태극주(조정산, 1895~1958) 옥황상제를 신앙의 대상으로 하는 종교가 많다는 것을 알게 되었다. 옥황상제로부터 유명으로 종통을 승계받으신 충북 괴산 출신의 도전이 태극도에서 새로 세운 대순진리회의 전경(典經)이나 증산도의 도전에서 신앙의 대상은 옥황상제(증산도) 또는 구천상제(태극도 및 대순진리회)로서의 강증산이다. 태극도에는 무극진경과 태극진경으로 이뤄진 진경眞經이 있다.
또한 '한국종교사상사'에 의하면 갑신년(1824)에 몸을 빌어 최수운으로 다시 강씨 배를 빌려 신미년(1871)에 강증산으로 태어나게 되었다는 것이다. 즉, 이들의 주장은 하늘의 옥황상제요, 미륵불이 예수로 태어났다가 다시 최수운, 강증산으로 환생하여 태어났다는 얘기다. 그러나 이런 내용이 실린 것이 사실이라면 매우 잘못된 정보이다. 동학의 창시자인 수운 최제우는 계시로 한울님께 가르침과 주문(시천주)룰 받는데 그때의 한울님이 바로 금산사 미륵금불에 임시로 영靈으로 거하던 중에 가르침을 주었으며 최수운이 유교의 오래된 벽을 넘어 대도를 펼치는 것이 어려워 보이므로 천명과 신교를 거두고 직접 인세에 하강키로 결정하고 최수운의 순교후 8년만인 1871년에 내려온 존재가 강증산이며 강씨 성을 택한 이유는 인류의 성씨로는 풍씨가 최초이나 대가 끊기어 없으므로 부득불 다음 원시 성인 강씨 성을 택하여 왔다고 전하고 있다.

## 같이 보기
- 천황
- 지황
- 증산교
- 대순진리회
- 도교